# Listă de geneticieni
Aceasta este o listă a geneticieni importanți. Ea nu include zoologi, botaniști și biologi de alte specialități.
Cuprins: Început - 0–9 A B C D E F G H I J K L M N O P Q R S T U V W X Y Z

## A
- Dagfinn Aarskog (n. 1928)
- Jon Aase (n. 1936)
- Hans van Abeelen (1936–1998)
- John Abelson (n. c. 1939)
- Susan L. Ackerman
- Jerry Adams (n. 1940)
- Bruce Alberts (n. 1938)
- William Allan (1881–1943)
- C. David Allis (n. 1951)
- Robin C. Allshire (n. 1960)
- Carl-Henry Alström (1907–1993)
- Sidney Altman (n. 1939)
- Cecil A. Alport (1880–1959)
- David Altshuler (n. c. 1965)
- Bruce Ames (n. 1928)
- D. Bernard Amos (1923–2003)
- Edgar Anderson (1897–1969)
- E. G. ("Andy") Anderson
- William French Anderson (n. 1936)
- Corino Andrade (1906–2005)
- Tim Anson (1901–1968)
- Stylianos E. Antonarakis (n. 1951)
- Werner Arber (n. 1929)
- Enrico Arpaia (n. 1949)
- Michael Ashburner (n. 1942)
- William Astbury (1898–1961)
- Giuseppe Attardi
- Charlotte Auerbach (1899–1994)
- Oswald Avery (1877–1955)
- Richard Axel (n. 1946)

## B
- E. B. Babcock (1877–1954)
- Édouard-Gérard Balbiani (1823–1899)
- David Baltimore (n. 1938)
- Guido Barbujani (n. 1955)
- Cornelia Bargmann
- David P. Bartel (B.A. 1982)
- William Bateson (1861–1926)
- E. Baur (1875–1933)
- George Beadle (1903–1989)
- Peter Emil Becker (1908–2000)
- Jon Beckwith
- Peter Beighton (n. 1934)
- Julia Bell (1879–1979)
- John Belling (1866–1933)
- Baruj Benacerraf (n. 1920)
- Kurt Benirschke (n. 1924)
- Seymour Benzer  (n. 1921)
- Dorothea Bennett (1929–1990)
- Paul Berg (n. 1926)
- J. D. Bernal (1901–1971)
- James Birchler
- J. Michael Bishop (n. 1936)
- Elizabeth Blackburn (n. 1948)
- Günter Blobel (n. 1936)
- David Blow (1931–2004)
- Baruch Blumberg (Barry Blumberg) (n. 1925)
- Julia Bodmer (1934–2001)
- Walter Bodmer (n. 1936)
- James Bonner (1910–1996)
- David Botstein (n. 1942)
- Theodor Boveri (1862–1915)
- Peter Bowen (1932–1988)
- Herb Boyer (n. 1936)
- Paul D. Boyer (n. 1918)
- Jean Brachet (1909–1998)
- Roscoe Brady
- Sydney Brenner (n. 1927)
- Calvin Bridges (1889–1938)
- R. A. Brink (1897–1984)
- Roy Britten (1919–2012)
- John Brookfield
- Michael Stuart Brown (n. 1941)
- Manuel Buchwald (n. 1940)
- Linda Buck (n. 1947)
- James Bull
- Luther Burbank (1849–1926)
- Macfarlane Burnet (1899–1985)
- Cyril Burt (1883–1971)

## C
- John Cairns (n. 1922)
- Allan Campbell
- Howard Cann
- Antonio Cao (n. 1929)
- Mario Capecchi (n. 1937)
- Elof Axel Carlson
- Hampton L. Carson (1914–2004)
- Tom Caskey (n. c. 1938)
- Torbjörn Caspersson (1910–1997)
- William B. Castle (1897–1990)
- William E. Castle (1867–1962)
- David Catcheside (1907–1994)
- Bruce Cattanach (n. 1932)
- Luigi Luca Cavalli-Sforza (n. 1922)
- Thomas Cech (n. 1947)
- Aravinda Chakravarti (n. 1954)
- Jean-Pierre Changeux (n. 1936)
- Erwin Chargaff (1905–2002)
- Brian Charlesworth (n. 1945)
- Deborah Charlesworth
- Martha Chase (1927–2003)
- Sergei Chetverikov (1880–1959)
- Barton Childs (n. 1916)
- George M. Church (n. 1954)
- Aaron Ciechanover (n. 1947)
- Bryan Clarke (n. 1932)
- Cyril Clarke (1907–2000)
- Jens Clausen (1891–1969)
- Edward H. Coe, Jr. (n. 1926)
- Stanley Cohen (n. 1922)
- Francis Collins (n. 1950)
- James J. Collins (n. 1965)
- Robert Corey (1897–1971)
- Carl Correns (1864–1933)
- Lewis L. Coriell (1911–2001)
- Diane W. Cox
- Harriet Creighton (1909–2004)
- Francis Crick (1916–2004)
- James F. Crow (1916-2012)
- Wim Crusio (n. 1954)
- Lucien Cuénot (1866–1951)
- A. Jamie Cuticchia (n. 1966)

## D
- David M. Danks (1931–2003)
- C. D. Darlington (1903–1981)
- Charles Darwin (1809–1882)
- Kay Davies
- Jean Dausset (1916-2009)
- Martin Dawson (1896–1945)
- Margaret Dayhoff (1925–1983)
- Albert de la Chapelle (n. 1933)
- Max Delbrück (1906–1981)
- Charles DeLisi
- Félix d'Herelle (1873–1949)
- Hugo de Vries (1848–1935)
- M. Demerec (1895–1966)
- Theodosius Dobzhansky (1900–1975)
- John Doebley, (n. 1952)
- Peter Doherty (n. 1940)
- Albert Dorfman (1916–1982)
- Gabriel Dover
- NT Dubinin (1907–1998)
- Bernard Dutrillaux (n. 1940)
- Christian de Duve (n. 1917)

## E
- Richard H. Ebright (n. 1959)
- A.W.F. Edwards (n. 1935)
- John Edwards (n. 1928)
- Hans Eiberg (n. 1945)
- Eugene "Gene" J. Eisen (n. 1938)
- Jeff Ellis (n. 1953)
- R. A. Emerson (1873–1947)
- Sterling Emerson (1900–1988)
- Alan Emery (n. 1928)
- Boris Ephrussi (1901–1979)
- Robert C. Elston (n. 1932)
- Charlie Epstein
- Herbert McLean Evans (1882–1971)
- Martin Evans
- Warren Ewens

## F
- Alexander Cyril Fabergé (1912–1988)
- Arturo Falaschi (1933–2010)
- D. S. Falconer (1913–2004)
- Darrel R. Falk
- Stanley Falkow
- Harold Falls (1909–2006)
- William C. Farabee (1865–1925)
- Nina Fedoroff (n. c. 1945)
- Malcolm Ferguson-Smith (n. 1931)
- Philip J. Fialkow (1934–1996)
- Giorgio Filippi (1935–1996)
- J. R. S. Fincham (1926–2005)
- Gerald Fink (n. 1941)
- Andrew Fire (n. 1959)
- Robert L. Fischer (n. 1950)
- R. A. Fisher (1890–1962)
- Ed Fischer (n. 1920)
- Eugen Fischer (1874–1967)
- Ivar Asbjørn Følling (1888–1973)
- E. B. Ford (1901–1988)
- Charles Ford (1912–1999)
- Heinz Fraenkel-Conrat (1910–1999)
- Rosalind Franklin (1920–1958)
- Clarke Fraser (n. 1920)
- Elaine Fuchs (n. c. 1951)
- Walter Fuhrmann (1924–1995)
- Douglas J. Futuyma (n. 1942)

## G
- Fred Gage
- Joseph G. Gall (n. 1932)
- André Gallais
- Francis Galton (1822–1911)
- George Gamow (1904–1968)
- Eldon J. Gardner (1909–1989)
- Alan Garen (n. c. 1924)
- Archibald Garrod (1857–1936)
- Stan Gartler (n. 1923)
- Luigi Gedda (1902–2000)
- Walter Gehring (n. 1939)
- Park S. Gerald (1921–1993)
- James L. German
- Walter Gilbert (n. 1932)
- H. Bentley Glass (1906–2005)
- Salome Gluecksohn-Waelsch (n. 1907)
- Richard Goldschmidt (1878–1958)
- Joseph L. Goldstein (n. 1940)
- Richard M. Goodman (1932–1989)
- Robert J. Gorlin (1923–2006)
- Irving I. Gottesman (n. 193)
- Carol W. Greider (n. 1961)
- Frederick Griffith (1879–1941)
- Clifford Grobstein (1916–1998)
- Jean de Grouchy (1926–2003)
- Hans Grüneberg (1907–1982)
- Pierre-Henri Gouyon (1953 - )
- Elliot S. Goldstein

## H
- Ernst Hadorn (1902–1976)
- JBS Haldane (1892–1964)
- Ben Hall
- Judy Hall (n. 1939)
- Dean Hamer (n. 1951)
- John Hamerton (1929–2006)
- W. D. Hamilton (1936–2000)
- Phil Hanawalt
- Anita Harding (1952–1995)
- G. H. Hardy (1877–1947)
- Henry Harpending (n. 1944)
- Harry Harris (1919–94)
- Henry Harris (n. 1925)
- Lee Hartwell (n. 1939)
- Mogens Hauge (1922–1988)
- Donald Hawthorne (1926–2003)
- William Hayes (1918–1994)
- Robert Haynes (1931–1998)
- Frederick Hecht (n. 1930)
- Michael Heidelberger (1888–1991)
- Martin Heisenberg (n. 1940)
- Charles Roy Henderson, (1911–1989)
- Al Hershey (1908–1997)
- Ira Herskowitz (1946–2003)
- Len Herzenberg (n. 1931)
- Avram Hershko (n. 1937)
- Kurt Hirschhorn (n. 1926)
- Mahlon Hoagland (1921-2009)
- Dorothy Hodgkin (1910–1994)
- Robert W. Holley (1922–1993)
- Leroy Hood (n. 1938)
- Norman Horowitz (1915–2005)
- H. Robert Horvitz (n. 1947)
- David E. Housman
- Martha M. Howe
- T. C. Hsu (1917–2003)
- Thomas J. Hudson (n. 1961)
- David Hungerford (1927–1993)
- Tim Hunt (n. 1943)
- Charles Leonard Huskins (1897–1953)

## I
- Harvey Itano (1920–2010)

## J
- François Jacob (n. 1920)
- Patricia A. Jacobs (n. 1934)
- Albert Jacquard (n. 1925)
- Rudolf Jaenisch (n. 1942)
- Richard Jefferson (n. 1956)
- Alec Jeffreys (n. 1950)
- Niels Kaj Jerne (1911–1994)
- Elizabeth W. Jones (1939–2008)
- Wilhelm Johannsen (1857–1927)
- Jonathan D. G. Jones, British plant molecular biologist
- Steve Jones (n. 1944)
- Christian Jung (n. 1956)

## K
- Dronamraju Krishna Rao (n. 1937)
- Elvin Kabat (1914–2000)
- Henrik Kacser (1918–1995)
- Axel Kahn (n. 1944)
- Patricia Verne Kailis (n. 1933)
- Franz Josef Kallmann (1897–1965)
- Gopinath Kartha (1927–1984)
- Berwind P. Kaufmann (1897–1975)
- John Kendrew (1917–1997)
- Cynthia Kenyon (n. c. 1955)
- Warwick Estevam Kerr (n. 1922)
- Bernard Kettlewell (1907–1979)
- Seymour Kety (1915–2000)
- Gobind Khorana (1922–2011)
- Motoo Kimura (1924–1994)
- Mary-Claire King (n. 1946)
- David Klein, (1908–1993)
- Harold Klinger (1929–2004)
- Aaron Klug (n. 1926)
- Al Knudson (n. 1922)
- Georges J. F. Köhler (1946–1995)
- Arthur Kornberg (n. 1918)
- Roger Kornberg (n. 1947)
- Hans Kornberg (n. 1928)
- Ed Krebs (1918–2009)
- Eric Kremer
- Henry Kunkel (1916–1983)

## L
- Bruce Lahn (n. 1969)
- Jean-Baptiste Lamarck (1744–1829)
- Eric Lander (n. 1957)
- Karl Landsteiner (1868–1943)
- André Langaney
- Derald Langham (1913–1991)
- Sam Latt (1938–1988)
- Philip Leder (n. 1934)
- Esther Lederberg (1922–2006)
- Joshua Lederberg (n. 1925)
- Jérôme Lejeune (1926–1994)
- Richard Lenski (n. 1956)
- Fritz Lenz (1887–1976)
- Widukind Lenz (1919–1995)
- Leonard Lerman
- Michael Lerner (1910–1977)
- Albert Levan (1905–1998)
- Cyrus Levinthal (1922–1990)
- Edward B. Lewis (1918–2004)
- Richard Lewontin (n. 1929)
- C. C. Li (1912–2003)
- Wen-Hsiung Li (n. 1942)
- David Linder (1923–1999)
- Susan Lindquist
- Jan Lindsten (n. 1935)
- Fritz Lipmann (1899–1986)
- C. C. Little (1888–1971)
- Richard Losick
- Johannes Paulus Lotsy (1867-1931)
- Herbert Lubs (n. c. 1928)
- Salvador Luria (1912–1991)
- Jay Lush (1896–1982)
- Michael Lynch
- Mary F. Lyon (n. 1925)
- David T. Lykken (1928–2006)
- Trofim Lysenko (1898–1976)

## M
- Ellen Magenis (n. 1925)
- Phyllis McAlpine (1941–1998)
- Maclyn McCarty (1911–2005)
- Barbara McClintock (1902–1992)
- William McGinnis
- Victor A. McKusick (n. 1921)
- Colin MacLeod (1909–1972)
- Tak Wah Mak (n. 1946)
- Gustave Malécot (1911–1998)
- Tom Maniatis (n. 1943)
- Clement Markert (1917–1999)
- Joan Marks
- Marco Marra
- Richard E. Marshall (1933 - )
- John Maynard Smith (1920–2004)
- Ernst Mayr (1904–2005)
- Peter Medawar (1915–1987)
- Craig C. Mello (n. 1960)
- Gregor Mendel (1822–1884)
- Josef Mengele (1911–1979)
- Carole Meredith
- Matthew Meselson (n. 1930)
- Peter Michaelis
- Ivan Vladimirovich Michurin (1855–1935)
- Friedrich Miescher (1844–1895)
- Margareta Mikkelsen (1923–2004)
- Lois K. Miller (d. 2006)
- O. J. Miller
- César Milstein (1927–2002)
- Aubrey Milunsky (n. c. 1936)
- Alfred Mirsky (1900—1974)
- Felix Mitelman (n. 1940)
- Jan Mohr (1921–2009)
- Jacques Monod (1910–1976)
- Lilian Vaughan Morgan (1870–1952)
- T. H. Morgan (1866–1945)
- Newton E. Morton (n. 1929)
- Arno G. Motulsky
- Arthur Mourant (1904–1994)
- H. J. Muller (1890–1967)
- Hans J. Müller-Eberhard (1927–1998)
- Kary Mullis (n. 1944)

## N
- Walter E. Nance (n. 1933)
- Daniel Nathans (1928–1999)
- James V. Neel (1915–2000)
- Fred Neidhardt
- Oliver Nelson (n. 1920)
- Walter Nelson-Rees
- Eugene W. Nester
- Carl Neuberg
- Hans Neurath (1909–2002)
- Marshall W. Nirenberg (n. 1927)
- Eva Nogales
- Edward Novitski (1918–2006)
- Paul Nurse (n. 1949)
- Christiane Nüsslein-Volhard (n. 1942)
- William Nyhan (n. 1926)

## O
- Severo Ochoa (1905–1993)
- Susumu Ohno (1928–2000)
- Tomoko Ohta
- Pete Oliver (1898–1991)
- Jane M. Olson (1952–2004)
- Maynard Olson
- John Opitz (n. 1935)
- Harry Ostrer
- Ray Owen (n. 1915)

## P
- Svante Pääbo (n. 1955)
- David Page
- Theophilus Painter (1889–1969)
- Arthur Pardee (n. 1921)
- Klaus Patau (1908–1975)
- Andrew H. Paterson
- Linus Pauling (1901–1994)
- Crodowaldo Pavan (n. 1919)
- Rose Payne (1909–1999)
- Raymond Pearl (1879–1940)
- Karl Pearson (1857–1936)
- LS Penrose (1898–1972)
- Max Perutz (1914–2002)
- Massimo Pigliucci (n. 1964)
- Alfred Ploetz (1860–1940)
- Paul Polani (1914–2006)
- Charles Pomerat (1905–1951)
- Guido Pontecorvo (1907–1999)
- George R. Price (1922–1975)
- Peter Propping (n. 1942)
- Mark Ptashne (n. c. 1940)
- Ted Puck (1916–2005)
- RC Punnett (1875–1967)

## Q
- Lluis Quintana-Murci (n. 1970)

## R
- Robert Race (1907–1984)
- Sheldon C. Reed (1910–2003)
- G. N. Ramachandran (1922–2001)
- David Reich
- Theodore Reich (1938–2003)
- Alexander Rich (n. 1925)
- Rollin C. Richmond
- Neil Risch
- Otto Renner (1883–1960)
- Marcus Rhoades (1903–1991)
- David L. Rimoin (1936–2012)
- Richard Roberts (n. 1943)
- Arthur Robinson (1914–2000)
- Herschel L. Roman (1914–1989)
- Irwin Rose (n. 1926)
- Leon Rosenberg (n. c. 1932)
- David S Rosenblatt
- Peyton Rous (1879–1970)
- Janet Rowley (n. 1925)
- Peter T. Rowley (1929–2006)
- Frank Ruddle
- Ernst Rüdin (1874–1952)
- Elizabeth S. Russell (1913–2001)
- Liane B. Russell (n. c. 1923)
- William L. Russell (1910–2003)

## S
- Leo Sachs (n. 1924)
- Ruth Sager (1918–1997)
- Joseph Sambrook (n. 1939)
- Avery A. Sandberg
- Lodewijk A. Sandkuijl (1953–2002)
- Larry Sandler (1929–1987)
- John C. Sanford (n. 1950)
- Fred Sanger (n. 1918)
- Ruth Sanger (1918–2001)
- Karl Sax (1892–1973)
- Paul Schedl (n. 1947)
- Albert Schinzel (n. 1944)
- Werner Schmid (1930–2002)
- Gertrud Schüpbach
- Charles Scriver (n. 1930)
- Ernie Sears (1910–1991)
- Jay Seegmiller (1920–2006)
- Fred Sherman (1932-2013)
- Larry Shapiro
- Lucy Shapiro
- Phillip Sharp (n. 1944)
- Philip Sheppard (1921–1976)
- G. H. Shull (1874–1954)
- Torsten Sjögren
- Obaid Siddiqi (n. 1932)
- David Sillence (n. 1944)
- Norman Simmons (1915–2004)
- Piotr Słonimski (n. 1922)
- William S. Sly (n. c. 1931)
- Cedric A. B. Smith (1917–2002)
- David W. Smith (1926–1981)
- Hamilton Smith (n. 1931)
- Michael Smith (1932–2000)
- Oliver Smithies (n. 1925)
- George Snell (1903–1996)
- Lawrence H. Snyder (1901–1986)
- Robert R. Sokal (n. 1925)
- Tracy M. Sonneborn (1905–1981)
- Ed Southern (n. 1938)
- Hans Spemann (1869–1941)
- David Stadler
- L. J. Stadler (1896–1954)
- Frank Stahl (n. 1929)
- David States
- G. Ledyard Stebbins (1906–2000)
- Michael Stebbins
- Emmy Stein (1879–1954)
- Joan A. Steitz (n. c. 1942)
- Gunther Stent (n. 1924)
- Curt Stern (1902–1981)
- Nettie Stevens (1861–1912)
- Miodrag Stojković (n. 1964)
- George Streisinger (1927–1984)

1. List item Leonell Strong (1894–1982)

- Alfred Sturtevant (1891–1970)
- John Sulston (n. 1942)
- James B. Sumner (1887–1955)
- Maurice Super (d. 2006)
- Grant Sutherland
- Walter Sutton (1877–1916)
- David Suzuki (n. 1936)
- M. S. Swaminathan (n. 1925)
- Bryan Sykes
- Jack Szostak (n. 1952)

## T
- Jantina Tammes (1871–1947)
- Edward Tatum (1909–1975)
- Joyce Taylor-Papadimitriou (n. 1932)
- Howard Temin (1934–1994)
- Alan Templeton (n. c. 1948)
- Donnall Thomas (n. 1920)
- Nikolay Timofeev-Ressovsky (1900–1981)
- Alfred Tissières (1917–2003)
- Joe Hin Tjio (1919–2001)
- Susumu Tonegawa (n. 1939)
- Erich von Tschermak (1871–1962)
- Lap-chee Tsui
- Raymond Turpin (1895–1988)

## U
- Axel Ullrich (n. 1943)
- Irene Ayako Uchida (n. 1917)

## V
- Harold Varmus (n. 1939)
- Rajeev Kumar Varshney (n. 1973)
- Nikolai Vavilov (1887–1943)
- Craig Venter (n. 1946)
- Jerome Vinograd (1913–1976)
- Friedrich Vogel
- Bert Vogelstein (n. 1949)
- Erik Adolf von Willebrand (1870–1949)

## W
- Petrus Johannes Waardenburg (1886–1979)
- C. H. Waddington (1905–1975)
- Alfred Russel Wallace (1823–1913)
- Douglas C. Wallace
- Peter Walter
- Richard H. Ward (1943–2003)
- James D. Watson (n. 1928)
- David Weatherall
- Robert Weinberg
- Wilhelm Weinberg (1862–1937)
- Spencer Wells (n. 1969)
- Susan R. Wessler (n. 1953)
- Raymond L. White
- Glayde Whitney (1939–2002)
- Reed Wickner (n. c. 1940)
- Alexander S. Wiener (1907–1976)
- Eric F. Wieschaus (n. 1947)
- Maurice Wilkins (1916–2004)
- Huntington Willard (n. c. 1953)
- Harold G. Williams (n. 1929)
- Robley Williams (1908–1995)
- Ian Wilmut (n. 1944)
- Allan Wilson (1934–1991)
- David Sloan Wilson (n. 1949)
- Edmund Beecher Wilson (1856–1939)
- Øjvind Winge (1886–1964)
- Chester B. Whitley (n. 1950)
- Carl Woese (1928-2012)
- Ulrich Wolf (n. 1933)
- Melaku Worede (n. 1936)
- Sewall Wright (1889–1988)

## Y
- Charles Yanofsky (n. 1925)

## Z
- Floyd Zaiger (n. 1926)
- Hans Zellweger (1909–1990)
- Norton Zinder (n. 1928)
- Rolf M. Zinkernagel (n. 1944)